# Horkenberg (Erzgebirgsvorland)
Der Horkenberg ist eine 334,7 m ü. NN hohe Erhebung im Erzgebirgsvorland. Er liegt nahe Dresden zwischen Kleinnaundorf und Bannewitz im sächsischen Landkreis Sächsische Schweiz-Osterzgebirge.
An der Schulter des Berges verlaufen die historische Dresdener Kohlenstraße und die Trasse der 1951 aufgelassenen Windbergbahn. Zeugnisse des früheren Steinkohlebergbaues am Horkenberg sind der Glückauf-Schacht (an der Kohlenstraße) und der Marienschacht (in Boderitz).

## Geographie

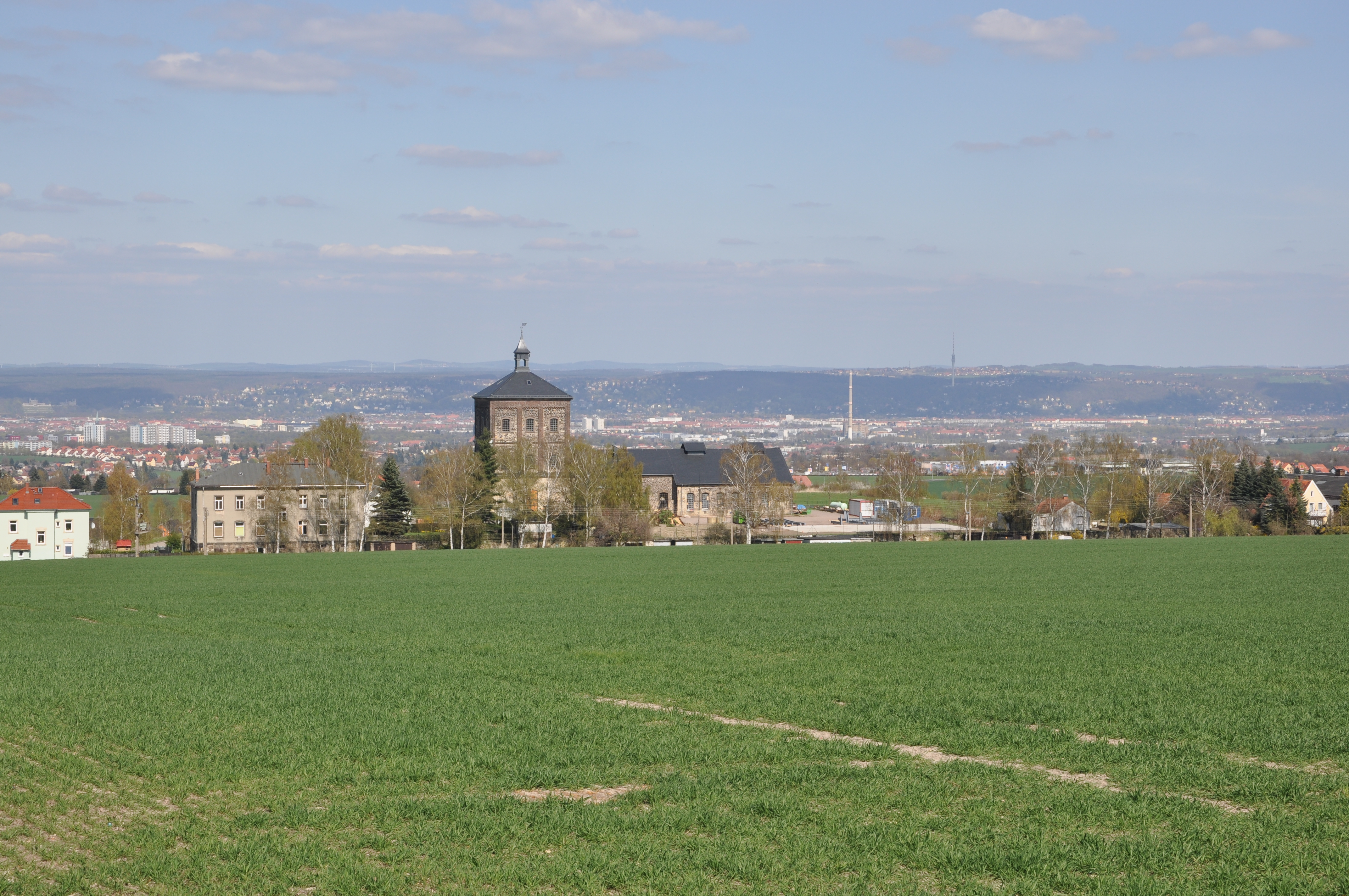
Blick vom Horkenberg zum Malakowturm des Marienschachts mit Dresden im Hintergrund (2015)

Meßtischblatt mit dem Horkenberg, Kleinnaundorf und Neubannewitz sowie Steinkohlenschächten (1912)

### Lage
Der Horkenberg erhebt sich 3,7 km östlich der Freitaler Kernstadt und etwa 7 km südlich der Inneren Altstadt von Dresden. An den flach geneigten Abhängen der Erhebung erstrecken sich die Ortsteile Cunnersdorf (Norden), Boderitz (Nordosten) und Bannewitz (Osten) sowie die Ortslage Neubannewitz (Süden) der Gemeinde Bannewitz und der Ortsteil Kleinnaundorf (Westen) der Stadt Freital. An der Westseite des Berges liegt die Quellflur des Kaitzbaches, der in Dresden in die Elbe mündet. Südlich verläuft das tief eingeschnittene Tal des Weißeritz-Zuflusses Poisenbach.

### Naturräumliche Zuordnung
Der Horkenberg gehört in der naturräumlichen Haupteinheitengruppe Erzgebirgsvorland (Nr. 45) zum Östlichen Erzgebirgsvorland. Er liegt im Übergangsbereich des Beckens von Freital und Kreischa zu den Dohnaer Lössplateaus.

## Geologie
Der Gipfel des Horkenberges besteht aus Quadersandsteinen, wie sie auch aus dem Elbsandsteingebirge bekannt sind. Die Basis des Berges besteht hingegen aus Gneis-Konglomeraten aus dem Rotliegend des Döhlener Beckens. Insbesondere in Westhang ist der Wachtelberg-Porphyrtuff aufgeschlossen, der hier als Deckenerguss die älteren Gesteine des Rotliegend überlagert. Im Rotliegend eingeschaltete Steinkohleflöze waren im 19. und 20. Jahrhundert Gegenstand eines regen Bergbaues, zunächst auf Steinkohle, später (bis 1989) auf Uranerze.

## Schutzgebiete
Bis auf den Südwest- und Westhang des Horkenbergs reichen Teile des Landschaftsschutzgebiets Windberg (CDDA-Nr. 325900; 1960 ausgewiesen; 1,75 km² groß). Daran schließen sich am Westfuß Teile des Fauna-Flora-Habitat-Gebiets Täler von Vereinigter und Wilder Weißeritz (FFH-Nr. 4947-301; 13,19 km²) an.

## Geschichte

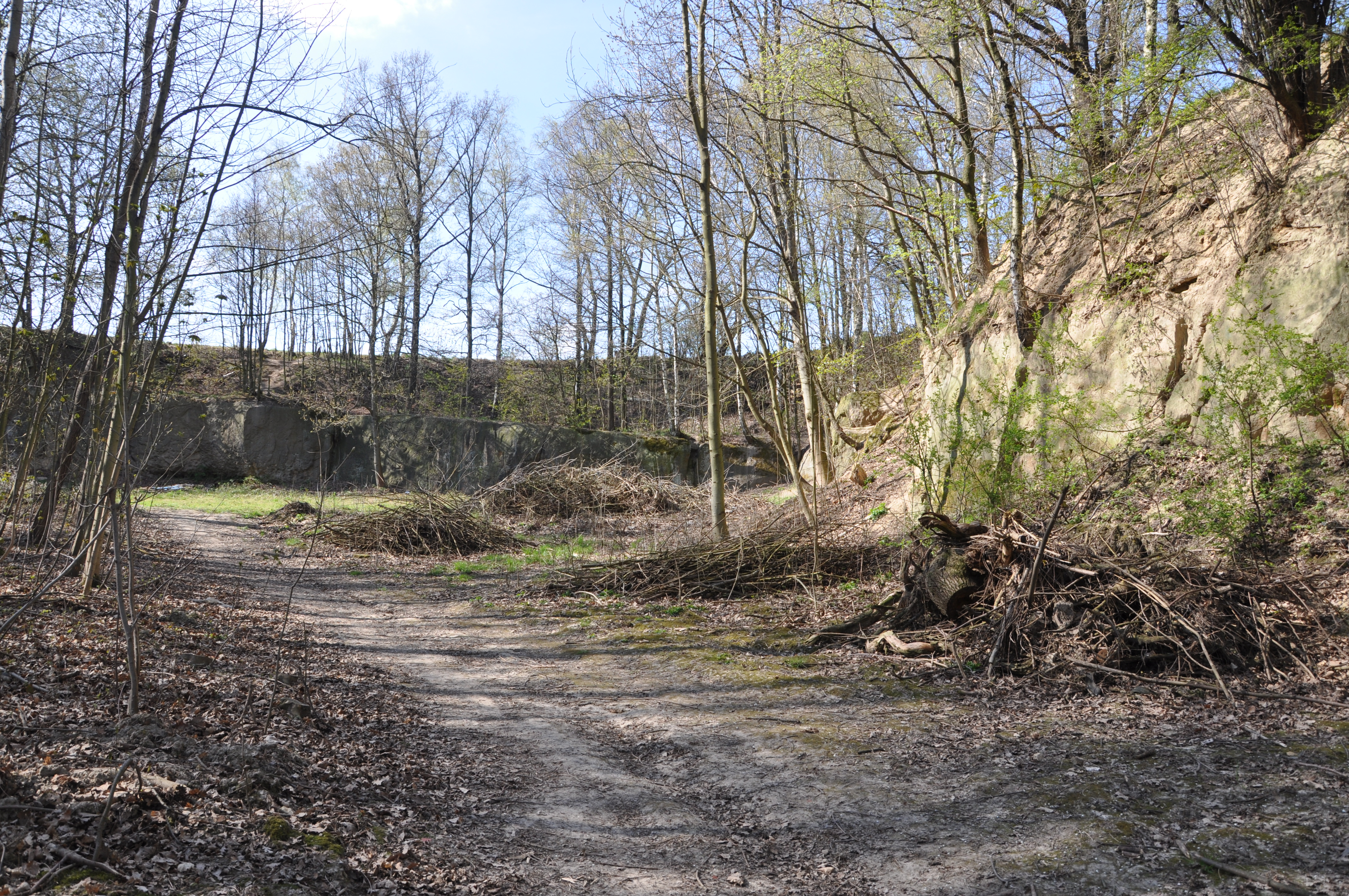
Der Quadersandstein des Horkenbergs wurde in mehreren Brüchen gewonnen, hier auf Bannewitzer Flur. (2015)

Im 19. Jahrhundert bestanden auf Bannewitzer, Cunnersdorfer und Boderitzer Flur mehrere Steinbrüche, die den Quadersandstein des Gipfelbereiches gewannen. Der Steinkohlebergbau am Horkenberg begann 1867 mit dem Abteufen des Glückauf-Schachtes durch die Freiherrlich von Burgker Steinkohlen- und Eisenhüttenwerke. Ab 1885 kam noch der Marienschacht hinzu. Beide Schachtanlagen waren von 1928 bis zur Betriebseinstellung im Jahr 1930 durch eine oberschlächtige Kettenbahn verbunden, die in einem 340 m langen Tunnel unter dem Horkenberg hinwegführte. Der Marienschacht diente später noch dem VEB Steinkohlenwerk Freital (VEB Steinkohlenwerk „Willi Agatz“) und dem Bergbaubetrieb „Willi Agatz“ der SDAG Wismut als Wetterschacht. Das erhaltene Treibehaus ist heute eine bedeutende Landmarke und Wahrzeichen der Region.
Der Arbeitskräftebedarf der Bergwerke führte im 19. Jahrhundert zur Anlage neuer Siedlungen, zunächst auf Cunnersdorfer Flur (Neucunnersdorf), später auch in Bannewitz (Neubannewitz). Weithin bekannt war das Restaurant „Zur Prinzenhöhe“ in Neucunnersdorf, das heute nicht mehr besteht.